# Dispose
Dispose es el cuarto álbum de estudio de la banda estadounidense de metalcore The Plot in You. El álbum fue lanzado el 16 de febrero de 2018 a través de Fearless Records. Fue producido por Landon Tewers y Drew Fulk.

## Antecedentes
El 15 de junio de 2017, la banda anunció su firma con Fearless Records y estrenó una nueva canción "Feel Nothing". La banda trabajó con el productor Drew Fulk, la primera vez que trabajan con un productor externo en un álbum. El álbum se anunció oficialmente el 19 de noviembre de 2017.
La letra del álbum trata sobre el cantante Landon Tewers "separándose de una relación tóxica" y "explora las etapas de dicha relación". El álbum es el primero de la banda escrito y grabado como una banda completa; los discos anteriores fueron escritos e interpretados por Tewers en su totalidad. La banda escribió 20 canciones en preparación para el álbum. Tewers se inspiró en artistas pop como Sevdaliza, Jorja Smith y The Weeknd al escribir el álbum. El álbum presenta una desviación del sonido anterior, con instrumentación electrónica y voces limpias "inspiradas en el R&B".

## Recepción
Dispose recibió críticas generalmente favorables. El álbum generó muchas comparaciones con That's the Spirit de Bring Me the Horizon debido a los cambios estilísticos.

## Lista de canciones
| N.º | Título                     | Duración |  |
| 1.  | «Rigged»                   | 4:20     |  |
| 2.  | «Not Just Breathing»       | 3:54     |  |
| 3.  | «One Last Time»            | 3:19     |  |
| 4.  | «I Always Wanted to Leave» | 3:18     |  |
| 5.  | «Feel Nothing»             | 3:36     |  |
| 6.  | «Happy»                    | 1:01     |  |
| 7.  | «The One You Loved»        | 3:25     |  |
| 8.  | «Paid in Full»             | 3:46     |  |
| 9.  | «The Sound»                | 4:08     |  |
| 10. | «Disposable Fix»           | 3:48     |  |

Notas
Todos los títulos de las pistas están estilizados en letras mayúsculas.

## Posicionamiento en lista
| Lista (2018)                            | Posición |
| --------------------------------------- | -------- |
| Estados Unidos (Billboard 200)          | 133      |
| Estados Unidos (Top Rock Albums)        | 22       |
| Estados Unidos (Top Hard Rock Albums)   | 9        |
| Estados Unidos (Top Heatseekers Albums) | 1        |

## Personal
The Plot in You
- Landon Tewers – voz, guitarra, teclado, mezcla, masterización, producción
- Josh Childress – guitarra
- Ethan Yoder – bajo
- Mathis Arnell - batería